# Josep Maria Carandell
Josep Maria Carandell i Robusté, né à Barcelone le 13 février 1934 et mort dans la même ville le 13 août 2003, est un écrivain barcelonais. Il étudia à Barcelone, Hambourg et Munich et résida en Allemagne et au Japon. Son œuvre, majoritairement écrite en espagnol se concentre sur la vulgarisation de thèmes culturels et sociologiques allemands. Il écrivit de la poésie ainsi que divers livres sur la ville de Barcelone. En 1985, il initia une nouvelle phase de son œuvre avec la rédaction de romans en catalan Prínceps  (Princes).
Il fait partie, avec d'autres intellectuels espagnols des années 1960, de la Gauche divine.

## Œuvres

### Poésie
- Vísperas de San Juan. Sant Martí de Centelles: Víctor Pozanco Editor, 1978.

### Romans
- Prínceps. Barcelona: Laia, 1985.

### Théâtre
- La cançó de les balances. Barcelona: Edebé, 1977.
- Violeta. A les 20 hores, futbol. Barcelona: Edicions 62, 1980.

### Guides
- El mestre. Televisió: TVE Catalunya, 1981.
- La vela i el vent. Televisió: TVE Catalunya, 1982.

### Autres œuvres
- L'Eixample. Barcelona: HMB, 1982.
- Mirades a la Plaça Reial. Barcelona: Cinc-Cents Cinc, 1983.
- Guia. Portaferrissa. Cucurulla. Boters. Barcelona: 1985.
- Salons de Barcelona. Barcelona: Lumen, 1986.
- Diàlegs a Barcelona. Barcelona: Ajuntament, 1986.
- La Rambla i els seus misteris. Barcelona: Nou Art Thor, 1986.
- Josep Guinovart. Barcelona: Àmbit, 1988.
- Tarragona. Barcelona: Lunwerg, 1989.
- Sitges o la Celebració. Barcelona: Lunwerg, 1991.
- El temple de la Sagrada Família. Sant Lluís: Triangle Postals, 1997.
- Sitges, joia de la Mediterrània. Barcelona: Lundwerg Editors, 1998.
- Park Güell: una utopia de Gaudí. Sant Lluís: Triangle Postals, 1999.
- La pedrera. Una obra d'art total. Sant Lluís: Triangle Postals, 2002.
- Palau de música catalana. Sant Lluís: Triangle Postals, 2003.